# Jack Campbell (fútbol americano)
Jack Campbell (Cedar Falls, Iowa; 22 de agosto de 2000) es un jugador profesional estadounidense de fútbol americano, se desempeña en la posición de linebacker en Detroit Lions, en la National Football League (NFL).

## Carrera
Hizo su debut profesional con el equipo Detroit Lions, lleva jugando una temporada, comenzó en el 2023.